# José Gómez-Acebo
José Gómez-Acebo y Cortina (Madrid, 22 de diciembre de 1860-Madrid, 26 de diciembre de 1932) fue un abogado y político español. Ministro de Fomento y de Marina durante el reinado de Alfonso XIII, fue diputado a Cortes por la fracción política liberal  en seis legislaturas de la Restauración.

## Biografía
Fue hijo de José Gómez-Acebo y de la Torre y de María de los Dolores Cortina y Rodríguez. Abuelo paterno de Margarita Gómez-Acebo y Cejuela, zarina consorte de Bulgaria por su matrimonio con el exrey Simeón de Bulgaria y de Luis Gómez-Acebo y Duque de Estrada y duque consorte de Badajoz, quien contrajo matrimonio con la infanta Pilar de Borbón.
Tercer marqués de Cortina, se licenció en Derecho. Fue miembro del Partido Liberal e inició su carrera política en el Congreso al ser elegido diputado en 1901 por Albacete repitiendo ese mismo escaño en las elecciones de 1905. En los procesos electorales celebrados entre 1910 y 1916 resultaría elegido por la circunscripción de Guadalajara, siendo nombrado en 1917 senador vitalicio.
Fue ministro de Fomento entre el 5 de diciembre de 1918 y el 15 de abril de 1919 en un gabinete que presidió el conde de Romanones, y ministro de Marina en el gobierno que, entre el 14 de agosto de 1921 y el 8 de marzo de 1922, encabezaría Antonio Maura.
Propietario del semanario La Actualidad Financiera fue desterrado a la isla de Fuerteventura por el Directorio militar de Primo de Rivera y la publicación suspendida bajo la acusación de hacer «política menuda, falaz y ponzoñosa, tratando de envenenar en perversa mezcolanza a las clases militares, a las humildes privadas de aguinaldo y a las Empresas de navegación».
Fue presidente del Banco Español de Crédito entre 1927 y 1933.
Casó en 1886 con Margarita Marta Modet y Almagro (1863-1939). Fueron los padres de los diputados Manuel y Juan y de Santiago, Jaime y del diplomático Miguel Gómez-Acebo y Modet.